# Dryophytes arenicolor
Dryophytes arenicolor – gatunek północnoamerykańskiego płaza bezogonowego z rodziny rzekotkowatych (Hylidae).

## Występowanie
Zwierzę to zamieszkuje południe Stanów Zjednoczonych (stany Arizona, Kolorado, Nowy Meksyk, Teksas, Utah), a także północny i środkowy Meksyk (na południe po stan Oaxaca).
Płaza spotykano nawet na wysokościach 3000 metrów nad poziomem morza. Jego siedlisko to zbiorniki tymczasowe i stałe, strumienie i kaniony suchych krzaczastych obszarów.

## Rozmnażanie
Sądzi się, że płaz ten do rozmnażania używa tworzących się okresowo zbiorników wodnych.

## Status
Niedostatek informacji nie pozwala na określenie liczebności populacji, jednakże uważa się, że nie zwiększa się on ani nie zmniejsza, pozostając stabilny. W niektórych miejscach zwierzę wydaje się pospolite.